# Bataille de Tichrine (2015)
Pour les articles homonymes, voir Bataille de Tichrine.
- Zone contrôlée par les FDS
- Zone contrôlée par l'État islamique
- Zone contrôlée par l'armée syrienne libre

Guerre civile syrienne
Batailles
La première bataille de Tichrine est une opération militaire se déroulant lors de la guerre civile syrienne. Le 23 décembre 2015, les « Forces démocratiques syriennes » kurdo-arabes soutenues par la coalition aérienne arabo-occidentale, lancent une offensive en direction du barrage de Tichrine, tenu par l'État islamique depuis plus d'un an, dans le nord-est du gouvernorat d'Alep.
À la suite de plusieurs avancées des Kurdes et leurs alliés dans le nord de la Syrie depuis la victoire de Kobané contre l'État islamique en juin 2015, les Forces démocratiques syriennes (FDS) se sont formées en octobre afin de poursuivre l'offensive et agréger divers groupes locaux. Soutenue par des bombardements occidentaux, la coalition des Forces démocratiques syriennes prennent une centaine de villages au sud de la ville de Sarinne et s'emparent trois jours après le début de l'offensive du barrage de Tichrine. Le 30 décembre, l'offensive prend officiellement fin dans un contexte de protestations turques.

## Contexte

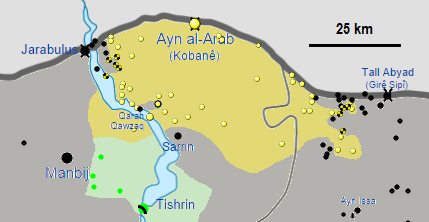
Situation du front le 13 septembre 2014, peu avant l'offensive de l'État islamique sur Kobané.
Zone contrôlée par les YPG
Zone contrôlée par l'État islamique
Zone contrôlée par l'armée syrienne libre et le Front islamique

La région concernée par l'offensive est située au sud de Kobané, ville qui avait été le théâtre entre 2014 et juin 2015 d'une importante bataille entre l'État islamique et diverses forces tenant la ville, dont la principale est les Unités de protection du peuple (YPG), composées de Kurdes. Ainsi, avant septembre 2014, le barrage de Tichrine et ses alentours étaient tenus par des rebelles opposés au gouvernement syrien, dont la milice Ahrar al-Cham, avant d'être conquis par l’État islamique qui menait son offensive vers Kobané. Les Kurdes avaient fini par remporter une bataille décisive en juin 2015, mettant fin à une offensive de l’État islamique qui s'était emparée depuis plus d'un an de vastes zones au nord de la Syrie. Dans leur contre-offensive, les divers groupes victorieux à Kobané avaient repris de nombreuses localités alentour, poussant à l'est de Kobané jusqu'à Tall Abyad et établissant ainsi la jonction avec les forces kurdes du nord-est de la Syrie, puis au sud en reprenant la ville de Sarrine.
Le 11 octobre 2015, deux mois avant l'offensive de Tichrine, les divers groupes opposés à l'État islamique se sont coalisés autour des « Forces démocratiques syriennes » (FDS), principalement composées de Kurdes des Unités de protection du peuple, ainsi que par des rebelles syriens proches de l'Armée syrienne libre, la milice tribale sunnite Armée Al-Sanadid et le Conseil militaire syriaque notamment. La coalition remporte ensuite une victoire contre l’État islamique en prenant la ville de Al-Hol le 12 novembre 2015.

## Déroulement

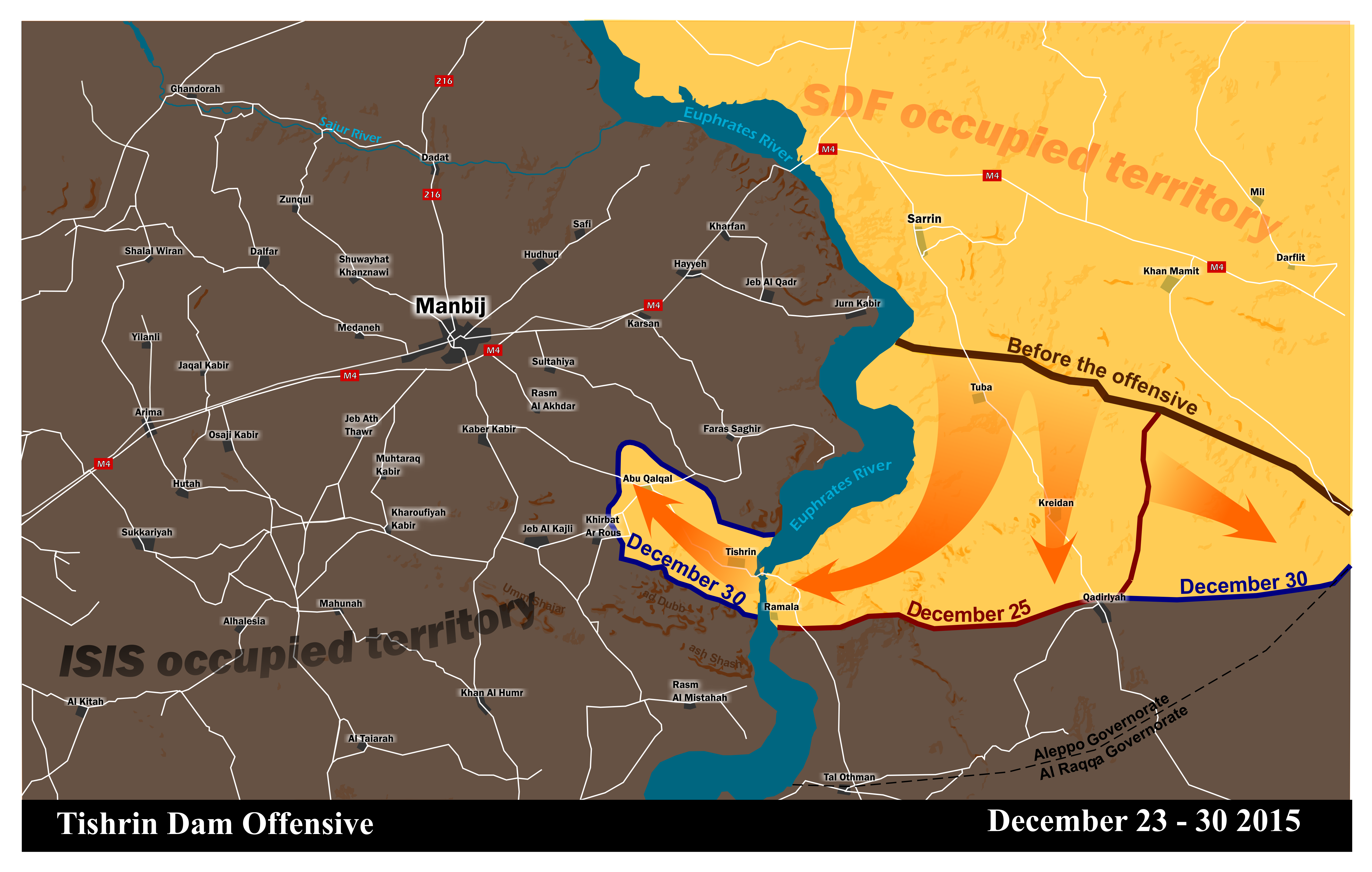
Offensive des Forces démocratiques syriennes sur Tichrine.
Zone contrôlée par les Forces démocratiques syriennes
Zone contrôlée par l'État islamique

Le 23 décembre 2015, les Forces démocratiques syriennes (FDS) annoncent le début d'une offensive visant à « reprendre les zones au sud du canton de Kobané occupées par les éléments du groupe terroriste connu sous le nom de Daech (État islamique) ». Le communiqué indique que les forces participant à l'offensive sont les Unités de protection du peuple ainsi que sa branche féminine (Kurdes), des forces arabes proches de l'Armée syrienne libre telles que l'Armée des révolutionnaires, Liwa Al-Tahrir, le Bataillon Nord du Soleil, les brigades al-Jazeera ou le Volcan de l'Euphrate (brigade Jarabulus) et enfin le Conseil militaire syriaque.
Le 24 décembre 2015, les premiers combats conduisent à la capture de plusieurs villages au sud de Sarinne par les Forces démocratiques syriennes, faisant selon la coalition deux morts parmi ses rangs et quatorze parmi les combattants de l'État islamique. Le lendemain, appuyée par les frappes aérienne de la coalition occidentale, la coalition des FDS progresse à nouveau en capturant de nouveaux villages, tuant douze combattants djihadistes et découvrant des caches d'armes, selon elle. Elle prend également seize kilomètres le long de l'Euphrate. 
Le 26 décembre, les FDS poursuivent leur offensive vers le sud, le long de la rive est de l'Euphrate, et réussissent à s'emparer de plusieurs villages puis du barrage de Tichrine, situé sur le fleuve. La prise est stratégique car elle permet de franchir l'Euphrate et coupe ainsi la route reliant Manbij à Racca, et isolant ainsi cette dernière ville, fief de l'État islamique, cible désignée de la coalition dans le futur. De plus, le barrage alimente en électricité les zones alentour. Selon un communiqué de la coalition syrienne, cinq djihadistes sont tués durant les opérations et huit autres capturés vivants. Le lendemain, les forces de la coalition syrienne franchissent pour la première fois l'Euphrate et s'emparent sur l'autre rive de la ville de Tichrine, située à l'ouest du barrage. Quinze combattants de l’État islamique auraient été tués durant ces opérations. Les FDS se rapprochent ainsi à environ vingt kilomètres de la ville de Manbij, dans laquelle quatre personnes soupçonnées d'être liées aux FDS auraient été exécutées par l’État islamique. 
Le 30 décembre, après deux jours de pause dans les combats, les Forces démocratiques syriennes annoncent officiellement via leur porte-parole Talal Sello, la fin de l'offensive et son bilan. La coalition affirme que 219 djihadistes sont morts dans les combats et les bombardements aériens, contre seulement sept combattants des FDS et deux policiers kurdes. De même, ce serait au total alors 650 kilomètres carrés et une centaine de villages qui ont été pris depuis le début de l'offensive. Quelques combats se poursuivraient cela-dit à l'ouest de l'Euphrate, dans la ville de Tichrine qui abrite les logements des employés du barrage.

## Conséquences
Le 28 décembre 2015, alors que le barrage de Tichrine a été repris par les Forces démocratiques syriennes, la Turquie proteste et exige que les forces kurdes ne franchissent pas l'Euphrate. Le pays craint en effet l’expansion des Unités de protection du peuple (YPG), que la Turquie considère comme étant la branche armée du Parti de l'union démocratique et proche du Parti des travailleurs du Kurdistan (PKK), alors que ce dernier est en guerre avec la Turquie. Un franchissement de l'Euphrate pourrait en effet conduire à la jonction avec les forces kurdes d'Afrin et donc au contrôle de la quasi-totalité de la frontière turquo-syrienne par les milices kurdes, créant une éventuelle large base arrière pour les combattants du PKK. Le Premier ministre turc Ahmet Davutoğlu a alors indiqué que son pays pourrait intervenir pour stopper l'avance des Kurdes.